# Niba (attore)
Niba, pseudonimo di Massimo Barbini (Camerano, 23 gennaio 1973), è un comico, attore e mimo italiano.

## Biografia

### Mimo e teatro
La sua formazione artistica ha inizio nel 1998 quando si iscrive alla scuola di mimo secondo il metodo Decroux. L'anno successivo inizia a lavorare come attore professionista con il Teatro del Canguro di Ancona, Teatro Stabile di Innovazione per l’infanzia e i giovani, con cui collabora per sei anni. Nello stesso periodo, con altri attori professionisti, fonda la Compagnia Vicolo Corto e gli Inflessibili. La prima nasce nel 1999 all'insegna della commistione dei linguaggi teatrali e della fusione di stili differenti: dalla commedia dell'arte fino ad un teatro fisico e di sperimentazione. Gli Inflessibili, invece, sono un gruppo teatral-cabarettistico, pantomimato, poco parlato, con il quale Barbini giunge in finale al Festival Nazionale del Cabaret di Torino del 2001. Continua la sua formazione frequentando diversi seminari e laboratori artistici (mimo, clown, movimento corporeo) compreso uno stage nel 2004 con Marcel Marceau al Teatro Regio di Torino.

### Stop-motion
Con un progetto chiamato Androni-ba fonde il suo modo di fare teatro con alcune sculture-installazioni create da lui stesso. Con l'ausilio della tecnica d'animazione stop-motion infonde vita ed azione ad androidi con protesi artificiali, armi o misteriose attrezzature, e umanoidi avvolti da luci intermittenti e fasciature mediche. Per creare ed assemblare questi "mutanti" utilizza materiale di vario tipo che viene dalle discariche e dalle isole ecologiche: manichini, pezzi di motore, scarti, rifiuti che hanno esaurito il proprio ciclo produttivo, attrezzi da laboratorio e vecchi giocattoli.
Dal 2004 inizia a realizzare, in collaborazione con Matteo Giacchella, diversi millimetraggi e cortometraggi sperimentali con la tecnica dello stop-motion. Tra questi c'è ContrappassoUno, cortometraggio vincitore della sezione "Italian window" promossa da Cult Network e Fox per il "Festival RESFest" di Roma, con Achille Bonito Oliva presidente di giuria. Oltre a questo premio, vince la menzione speciale della giuria del festival CortoLovere presieduto da Bruno Bozzetto, e risulta semifinalista al David di Donatello, sezione cortometraggi.

### Zelig: Man in Blob

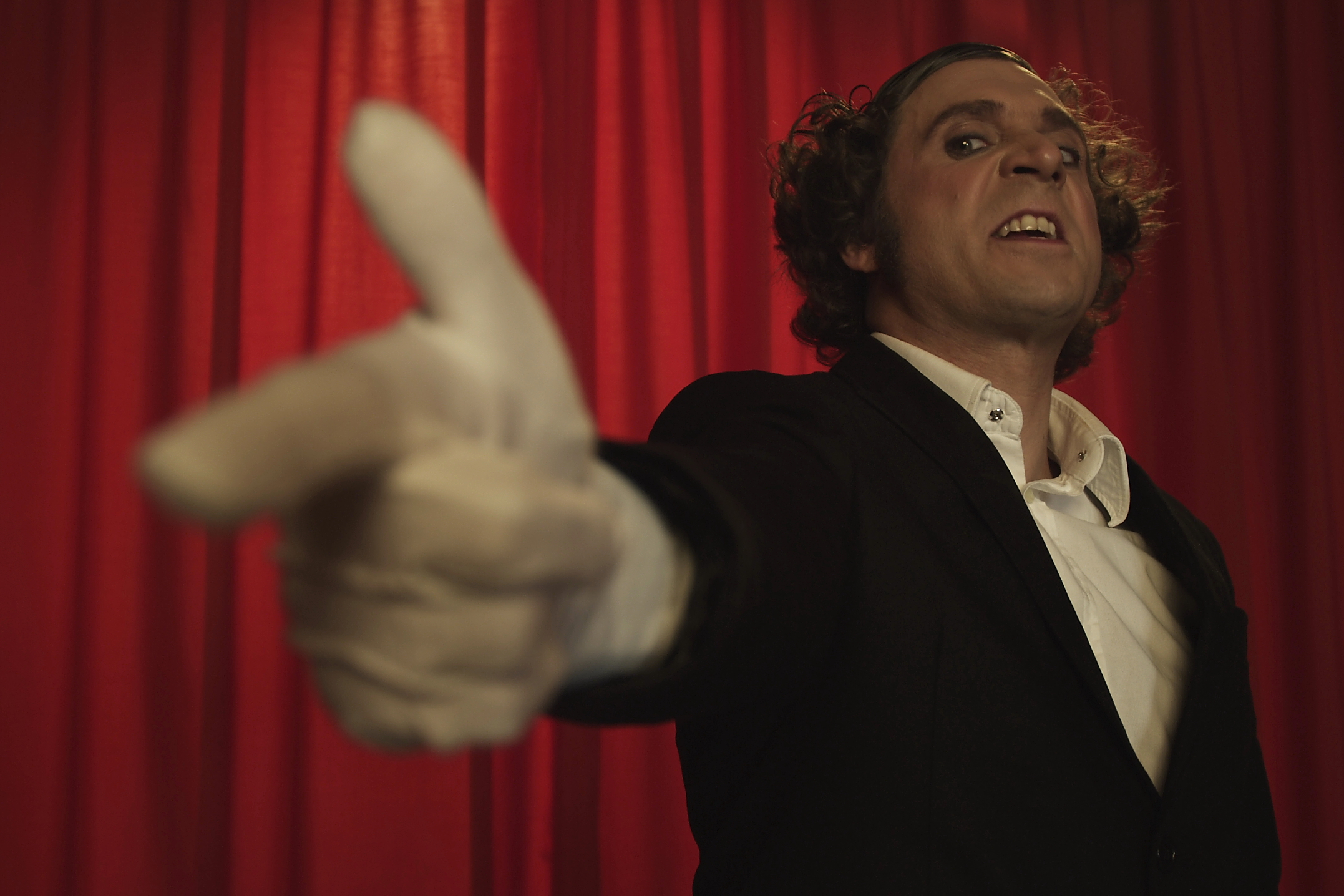
Niba in Man in Blob

Nel 2007 partecipa in anteprima a Zelig Off per poi entrare nello show principale per due stagioni di fila, dove acquista grande notorietà.
Durante Man in Blob, il numero portato sul palco di Zelig, Niba compie il procedimento inverso al doppiaggio (playback): prende spunto da frasi di celebri film, pubblicità o qualsiasi programma televisivo, cartoni animati compresi, ne riproduce la traccia sonora montando gli spezzoni secondo una certa continuità e la mima attraverso il movimento delle labbra, così da risultare lui stesso la fonte di monologhi assurdi, ironici e comici, ma legati spesso da un argomento; ciò è dato dal fatto che il saggio montaggio della traccia rende frasi di significato apparentemente diverso, consecutive e aventi un certo senso (un po' come il programma Blob).
In questo complesso procedimento, Niba è anche aiutato da una particolare gestualità e da un abbigliamento alquanto insolito (la sua pettinatura, per esempio, è un misto di capelli ricci e stirati, e la tenuta elegante è accompagnata da scarpe da ginnastica un po' come Rino Gaetano e Piero Chiambretti).
Il 17 aprile 2009 partecipa alla quinta puntata del Fiorello Show in onda in prima serata su Sky Uno. Da un'idea di Fiorello e degli autori del programma, crea per questa occasione un blob utilizzando tutte le voci dello showman siciliano di Viva Radio 2. In seguito a questa performance, lo terrà nel pre-show del Fiorello Show per due settimane.
Nell'agosto 2009 è ospite al Premio Internazionale del Cinema "Rodolfo Valentino", condotto da Carlo Conti e in onda in prima serata su Rai Uno e Rai International, presentando un medley di due dei suoi "blob".

### Serie tv e spot

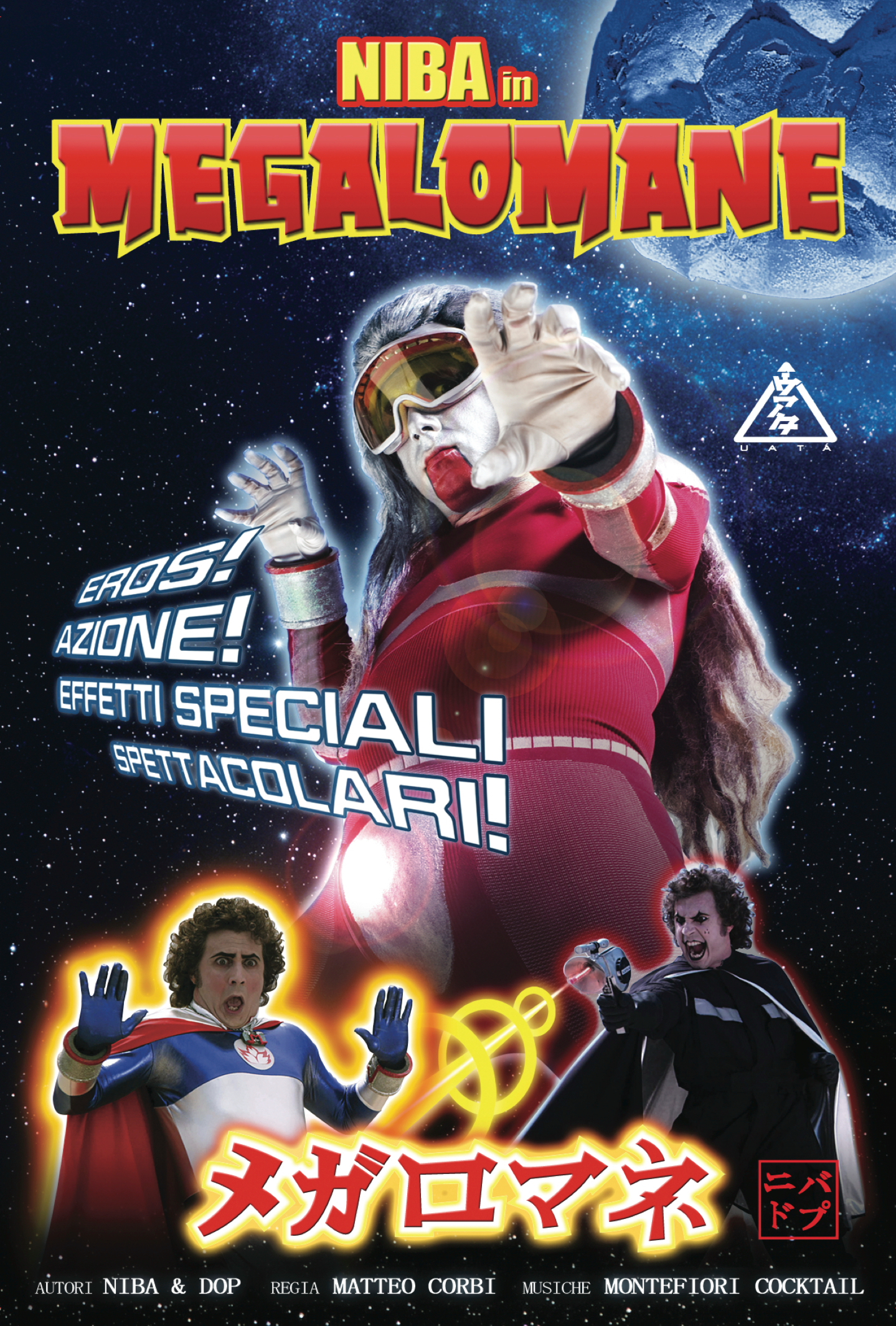
La locandina di Megalomane

Nel 2010 è coautore, coproduttore e protagonista della puntata pilota di Megalomane, una produzione ispirata a Megaloman, serie giapponese trasmessa in tv negli anni ottanta. Megalomane racconta in versione comico-surreale le avventure di un supereroe vanitoso dalla lunga chioma bianca, stravolte ed arricchite con gag e mosse di karate improbabili.
Nel 2011 è coautore e protagonista di alcuni video virali tra cui Lube The Soul Kitchen – video virale commerciale per l'azienda Lube Cucine – Il Domatore The Circus 1 e L'uomo volante The Circus 2.
Il suo nome d'arte, Niba, deriva dai Mostri "Aniba" di Jeeg Robot d'acciaio.

## Cortometraggi
- ContrappassoUno (2006) regia di Niba e Matteo Giacchella

## Spot pubblicitari
- Maratone Paramount Comedy (2006)
- Pesche e Nettarina di Romagna IGP (2003)

## Teatro
- Donne in tempo di guerra – liberamente ispirato a Le Troiane di Euripide (teatro di ricerca) regia di Claudio Collovà
- Dramlot – Ipotesi tragica per maschera comica (Commedia dell'Arte) regia di Michele Modesto Casarin
- Il Corvo - Favola urbana in tragicommedia (Commedia dell'Arte) regia di Michele Modesto Casarin
- Brutto come un anatroccolo (teatro ragazzi) regia di Lino Terra.
- I 3… 4 Porcellini (teatro ragazzi) regia di Lino Terra.
- Pagine di un libro aperto (teatro ragazzi) regia di Lino Terra.
- Il silenzio dei Tubi Innocenti (teatro comico) regia di Andrea Bartola.
- U.P.I.M. – Unità Potenziata di Intelligenza Medianica (teatro comico) regia di Massimo Barbini.
- Walter (teatro di strada) regia di Massimo Barbini.
- EncephaloN - una tragicomica pièce per pianoforte, cinema ed emisferi cerebrali di e con Niba, Andrea Bartola e Mario Mariani.

## Televisione
- Zelig-Off (2007)
- Zelig (2008)
- Zelig (2009)
- Fiorello Show (2009)
- Premio Internazionale del Cinema "Rodolfo Valentino" (2009)

## Tokusatsu
- Megalomane (puntata pilota) regia di Matteo Corbi

## Viral Video
- Lube The Soul Kitchen (2011) regia di Daniele Frontini
- Il Domatore The Circus 1 (2011) regia di Daniele Frontini
- L'uomo volante The Circus 2 (2011) regia di Daniele Frontini
- N'io (2011) regia di Daniele Frontini
- Tolò (2011) regia di Daniele Frontini
- El Domador (2013) regia di Daniele Frontini